# Lubomír Petruš
Lubomír Petruš (* 17. červenec 1990 Vrbno pod Pradědem) je český profesionální cyklista v disciplínách cyklokros a silniční cyklistika.
V roce 2006 získal bronzovou medaili na mistrovství ČR v silniční cyklistice a stříbrnou medaili na mistrovství ČR juniorů v cyklokrosu. V roce 2007 již tuto soutěž vyhrál. A stal se také mistrem Evropy v juniorském cyklokrosu (Hittnau 2007). Na cyklokrosovém mistrovství světa v Trevisu 2008 vybojoval bronzovou medaili. V r. 2009 na mistrovství ČR v cyklokrosu do 23 let zaznamenal stříbro, o rok později zlato.
Mezi jeho nejvýznamnější výsledek v elitní kategorii patří 8. místo na Světovém poháru v belgickém Namuru v r. 2013. Další umístění získal na závodech v zahraničí Belgii, Francii, Nizozemí aj. Řadu úspěchů zaznamenal na mezinárodním poli v silniční cyklistice. Mezi jeho hlavní úspěchy patří vítězství etapy na Tour de Liege nebo 2. místo v celkové klasifikaci na etapovém závodě Tour de Alsace, zisk několika trikotů nejlepšího „vrchaře“.
Petruš působil do roku 2015 v profesionální belgické stáji po boku Nielse Alberta a Matthieua Van Der Poela. V roce 2016 přerušil profesionální kariéru se zdravotních důvodů a cyklistice se věnoval jen omezeně. V polovině roku 2019 restartoval svou kariéru a naplno se vrátil do závodního procesu. V srpnu 2020 se stal stážistou v ProContinental týmu Alpecin Fenix. Od roku 2021 působí jako silniční cyklista v týmu Alpecin Fenix Development.